# Tipula (Acutipula) sircari
Tipula (Acutipula) sircari is een tweevleugelige uit de familie langpootmuggen (Tipulidae). De soort komt voor in het Oriëntaals gebied.